# Голден Бич (Мериленд)
Голден Бич (енгл. Golden Beach) насељено је место без административног статуса у америчкој савезној држави Мериленд.

## Демографија
По попису из 2010. године број становника је 3.796, што је 1.131 (42,4%) становника више него 2000. године.
| Група             | 2000.         | 2010.         |
| Белци             | 2.511 (94,2%) | 3.421 (90,1%) |
| Афроамериканци    | 64 (2,4%)     | 151 (4,0%)    |
| Азијати           | 20 (0,8%)     | 24 (0,6%)     |
| Хиспаноамериканци | 18 (0,7%)     | 67 (1,8%)     |
| Укупно            | 2.665         | 3.796         |